# 5973 Takimoto
Az 5973 Takimoto (ideiglenes jelöléssel 1991 QC) a Naprendszer kisbolygóövében található aszteroida. Satoru Otomo fedezte fel 1991. augusztus 17-én.